# Leave Me Astounded
"Leave Me Astounded" es una canción de adoración de la banda de adoración contemporánea australiana Planetshakers. Fue lanzado el 11 de marzo de 2014, como sencillo de su álbum en vivo, Endless Praise: Live (2014), en el álbum Nada Es Imposible (2014), en el álbum This Is Our Time: Live y en el álbum. Outback Worship Sessions (2015).

## Composición y género
La canción estuvo escrita por Brian "Bj" Pridham.
En el 2014, Planetshakers lanzó la canción Leave Me Astounded, la canción fue grabada en Planetshakers studio, Joth Hunt con Chelsi Nikkerud lideran la canción de adoración, aparece en el álbum Endless Praise (2014).
En el 2014, Planetshakers lanzó la canción Estoy Asombrado, la canción fue grabada en estudio, Joth Hunt con Chelsi Nikkerud lideran la canción de adoración, aparece en el álbum Nada Es Imposible (2014), el primer álbum de la banda en español.
En el 2014, Planetshakers lanzó la canción Leave Me Astounded, la canción fue grabada en vivo, Sam Evans lidera la canción de adoración, aparece en el álbum This Is Our Time: Live (2014).
En el 2015, Planetshakers lanzó la canción Leave Me Astounded en un estilo pop, aparece en el álbum Outback Worship Sessions.

## Videos musicales
El video musical oficial de la canción fue lanzado el 27 de enero de 2015 y ha obtenido más de 1 millón de visitas hasta abril de 2021.

## Cubiertas y renditions
La canción ha sido versionada por varios artistas de música cristiana de todo el mundo.
El 27 de junio de 2015, Indiana Bible College lanzó la canción Leave Me Astounded del álbum He's Able.
En 2016 la banda colombiana de Su Presencia lanzó Estoy Asombrado.